# Dobřejice
Dobřejice (německy Dobschejitz) jsou vesnice, část městyse Malšice v okrese Tábor v Jihočeském kraji. Nachází se asi čtyři kilometry západně od Malšic. Dobřejice jsou také název katastrálního území o rozloze 6,33 km², v jehož části je přírodní park Kukle.

## Historie
První písemná zmínka o vesnici pochází z roku 1379.

## Obyvatelstvo
| Rok            | 1869 | 1880 | 1890 | 1900 | 1910 | 1921 | 1930 | 1950 | 1961 | 1970 | 1980 | 1991 | 2001 | 2011 | 2021 |
| -------------- | ---- | ---- | ---- | ---- | ---- | ---- | ---- | ---- | ---- | ---- | ---- | ---- | ---- | ---- | ---- |
| Počet obyvatel | 271  | 336  | 279  | 324  | 269  | 252  | 206  | 184  | 172  | 177  | 147  | 123  | 95   | 123  | 104  |
| Počet domů     | 31   | 35   | 38   | 39   | 43   | 43   | 47   | 49   | 45   | 43   | 40   | 53   | 54   | 60   | 58   |

## Obecní správa
Při sčítání lidu v letech 1869–1960 Dobřejice byly samostatnou obcí v okrese Tábor. V letech 1961–1975 byly částí obce Čenkov v okrese Tábor. Od 1. července 1975 jsou částí městyse Malšice v okrese Tábor. V letech 1850–1889 k obci patřily Bečice a v letech 1880–1889 také Nové Lány.

## Pamětihodnosti
- Mohyla v Kukle
- Kotrbova kaplička nazvaná podle majitele pozemku, na kterém stojí.[9]